# Parallaxenfehler
Der Parallaxenfehler (auch: Parallaxefehler) ist ein Beobachtungsfehler, der entsteht, wenn man zwei hintereinanderliegende Gegenstände betrachtet und dabei den Ausgangspunkt ändert, so dass sich eine scheinbare Verschiebung der Gegenstände ergibt – die sogenannte Parallaxe, die aber nur durch die verschiedenen Blickwinkel vorgetäuscht wird.

## Panoramafotografie
Ein alltägliches Beispiel entsteht beim Fotografieren eines Panoramabilds aus der Hand, wenn der Fotograf sich dabei einfach um seine Hochachse dreht und den Fotoapparat ein Stück vor sich und damit ein Stück vor dem Drehpunkt hält. Je näher naheliegende Gegenstände dabei ins Bild kommen, desto größere Verschiebungen treten bei aufeinander folgenden Aufnahmen auf. Um diese im Allgemeinen unerwünschten Verschiebungen zu vermeiden, sollte die Drehachse mit der Eintrittspupille des jeweils verwendeten Objektivs zusammenfallen.

## Skalen von Messgeräten

Parallaxenfehler

Ein Parallaxenfehler führt zu einer Messabweichung beim Ablesen eines Zeigermessgeräts, die entsteht, wenn man nicht im rechten Winkel auf die Skala blickt. Da zwischen Zeiger und Skale ein kleiner Abstand besteht, erhält man durch die Parallaxe ein falsches Messergebnis.

## Maßnahmen zur Vermeidung von Parallaxenfehlern

### Spiegelskale
Die Skale kann mit einem Spiegel versehen werden (Spiegelskale). Bei der Betrachtung der Skale achtet man darauf, dass der Zeiger sein Spiegelbild verdeckt. Dann beträgt der Beobachtungswinkel 90° zur Skale.

### Messerzeiger
Das Zeigerende kann abgeflacht gestaltet werden („Messerzeiger“), wobei die Abflachung senkrecht zur Skale ausgerichtet ist. Beim Betrachten der Skale achtet man darauf, dass das Zeigerende möglichst dünn erscheint. Dies ist beim 90°-Winkel der Fall.

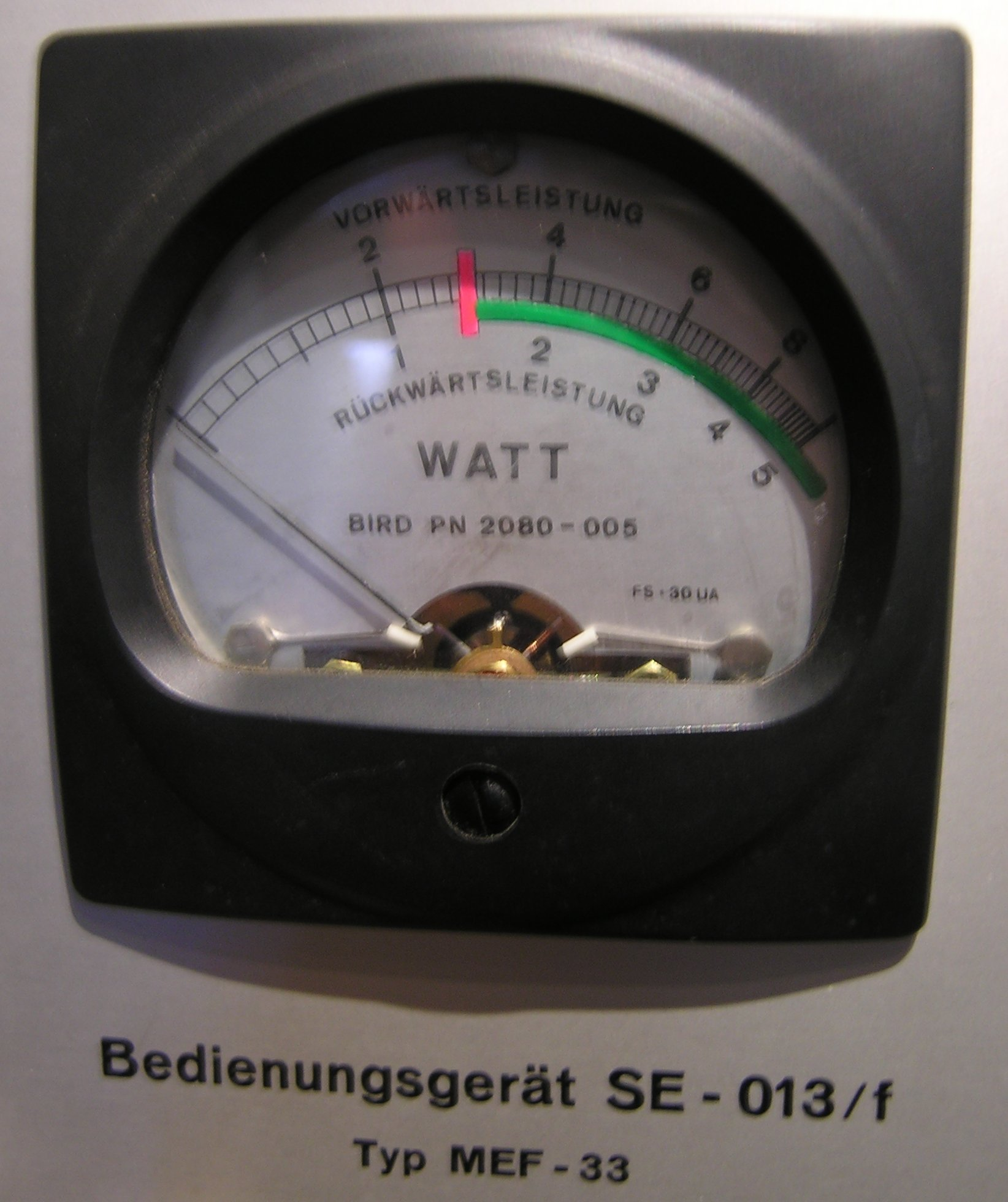
Messerzeiger: Bei schrägem Einblick erscheint der Zeiger breiter (siehe Schatten)